# Chocisław
Chocisław (biał. Хаціслаў, ros. Хотислав) – wieś (agromiasteczko) na Białorusi w rejonie małoryckim obwodu brzeskiego, centrum administracyjne sielsowietu.
Siedziba parafii prawosławnej; znajdują się tu cerkiew parafialna pw. Przemienienia Pańskiego i kaplica cmentarna pw. św. Onufrego.

## Geografia
Miejscowość położona na Polesiu Brzeskim. W pobliskiej wsi Suszytnica znajduje się stacja kolejowa Chocisław oraz białorusko-ukraińskie przejście graniczne Chocisław-Zabłocie.

## Historia
Miejscowość wzmiankowana po raz pierwszy w 1546.
Wieś królewska położona była w końcu XVIII wieku w ekonomii brzeskiej w powiecie brzeskolitewskim województwa brzeskolitewskiego.
Po III rozbiorze w 1795 r. znalazła się w granicach zaboru rosyjskiego. W XIX w. Chocisław leżał w gminie Ołtusz, w powiecie brzeskim guberni grodzieńskiej. Pod koniec stulecia liczył 63 domy i 688 mieszkańców. W okresie międzywojennym wieś Chocisław należała do gminy Ołtusz w powiecie brzeskim województwa poleskiego II Rzeczypospolitej.
Po II wojnie światowej Chocisław znalazł się w granicach Białoruskiej SRR, a od 1991 r. – w niepodległej Białorusi.

## Zabytki
- drewniana cerkiew pw. Przemienienia Pańskiego z 1799, przebudowana w 1867[10][11]